# بوم‌شناسی آتش

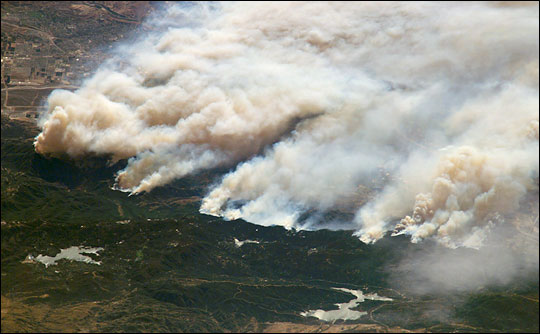
آتش‌سوزی قدیمی (Old Fire) در کوه‌های سن برناردینو (San Bernardino Mountains) (تصویر گرفته شده از ایستگاه فضایی بین‌المللی)

بوم‌شناسی آتش (انگلیسی: Fire ecology)، رشته علمی است که به فرآیندهای طبیعی شامل آتش در یک بوم‌سازگان و اثرات زیست‌محیطی، برهمکنش بین آتش و اجزای غیر زنده و زنده یک بوم‌سازگان و نقش آن به‌عنوان یک فرایند بوم‌سازگان مربوط می‌شود. بسیاری از بوم‌سازگان، به‌ویژه جنگل‌های مرغزار، گرم‌دشت، چاپارال و جنگل‌های مخروطی، با آتش به‌عنوان یک عامل اساسی در حیات و تجدید زیستگاه تکامل یافته‌اند. بسیاری از گونه‌های گیاهی در محیط‌های متأثر از آتش‌سوزی برای جوانه زدن، استقرار یا تکثیر نیاز به آتش دارند. سرکوب آتش‌سوزی نه تنها این گونه‌ها را از بین می‌برد، بلکه حیواناتی را که به آنها وابسته هستند نیز از بین می‌برد.
کمپین‌های تبلیغاتی در ایالات متحده (Campaigns in the United States) به‌طور تاریخی افکار عمومی را به این باور رسانده‌اند که آتش‌سوزی‌های جنگلی همیشه برای طبیعت مضر هستند. این دیدگاه مبتنی بر این باورهای منسوخ است که بوم‌سازگان به سمت تعادل پیش می‌روند و هر گونه اختلالی مانند آتش‌سوزی هماهنگی طبیعت را مختل می‌کند. تحقیقات بوم‌شناسی جدیدتر نشان داده است، با این حال، آتش جزء جدایی‌ناپذیر عملکرد و تنوع زیستی بسیاری از زیستگاه‌های طبیعی است و موجودات موجود در این جوامع برای مقاومت در برابر آتش‌سوزی طبیعی و حتی برای بهره‌برداری سازگار شده‌اند. به‌طور کلی‌تر، آتش در حال حاضر به‌عنوان یک «اختلال طبیعی» در نظر گرفته می‌شود، شبیه به سیل، طوفان و زمین‌لغزش، که منجر به تکامل گونه‌ها شده و ویژگی‌های بوم‌سازگان را کنترل می‌کند.

مهار آتش در ترکیب با سایر تغییرات محیطی ناشی از انسان، ممکن است منجر به عواقب غیرقابل پیش‌بینی برای بوم‌سازگان طبیعی شود. برخی از آتش‌سوزی‌های بزرگ در ایالات‌متحده به دلیل سال‌ها مهار آتش و گسترش مداوم مردم به بوم‌سازگان سازگار با آتش، مقصر شناخته شده‌اند، اما تغییرات آب و هوایی به احتمال زیاد عامل آن است. مدیران سرزمین با سؤالات سختی در مورد چگونگی بازگرداندن رژیم آتش‌سوزی (Fire regime) طبیعی روبرو هستند، اما اجازه دادن به آتش‌سوزی کم هزینه‌ترین و احتمالاً مؤثرترین روش است. 

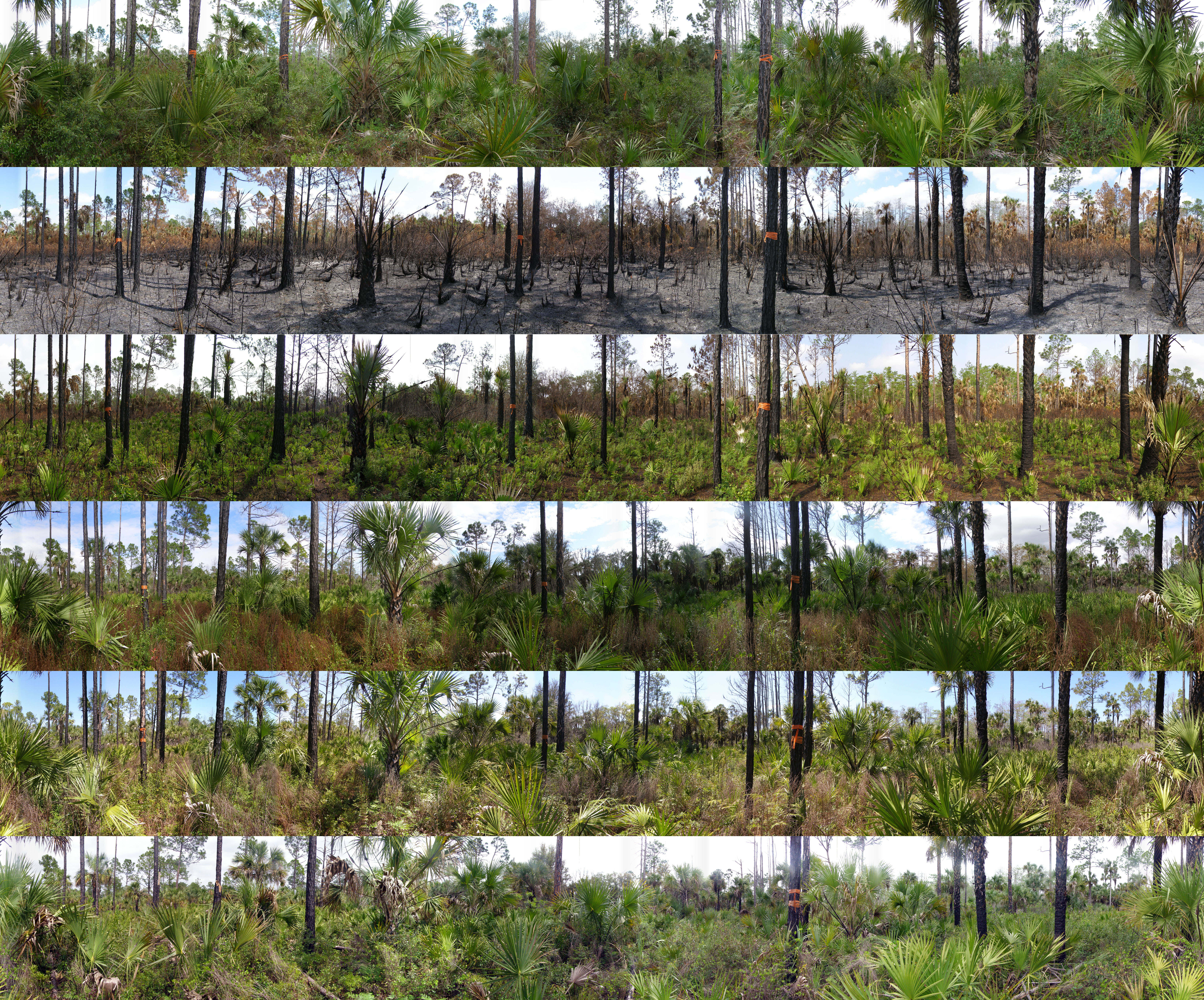
ترکیبی از عکس‌های گرفته شده در یک نقطه عکس در پناهگاه ملی حیات وحش شیر کوهی فلوریدا. عکس‌ها سراسرنما هستند و نمای ۳۶۰ درجه از یک نقطه نظارت را پوشش می‌دهند. این عکس‌ها قبل از سوختگی تا دو سال پس از سوختگی را شامل می‌شود.

## اجزای آتش‌سوزی
یک رژیم آتش ویژگی‌های آتش و نحوه تعامل آن با یک بوم‌سازگان خاص را توصیف می‌کند. «شدت» آن اصطلاحی است که بوم‌شناسان برای اشاره به تأثیر آتش‌سوزی بر بوم‌سازگان استفاده می‌کنند. معمولاً با استفاده از ابزارهایی مانند سنجش از دور که می‌تواند تخمین منطقه سوخته، شدت و خطر آتش‌سوزی مرتبط با یک منطقه را تشخیص دهد مطالعه می‌شود. بوم‌شناسان می‌توانند این را به طرق مختلف تعریف کنند، اما یکی از راه‌ها تخمین مرگ و میر گیاهان است. آتش می‌تواند در سه سطح بسوزد. آتش‌سوزی‌های زمینی از طریق خاکی که سرشار از مواد آلی است می‌سوزد. آتش‌های سطحی از طریق مواد گیاهی مرده‌ای که روی زمین قرار دارند می‌سوزند. آتش تاج در بالای درختچه‌ها و درختان می‌سوزد. بوم‌سازگان به‌طور کلی ترکیبی از هر سه را تجربه می‌کنند.
آتش‌سوزی‌ها اغلب در فصل‌های خشک رخ می‌دهند، اما در برخی مناطق، آتش‌سوزی‌های جنگلی معمولاً در زمانی از سال که رعد و برق شایع است نیز رخ می‌دهد. فرکانس وقوع آتش‌سوزی در یک مکان خاص در طول یک سال، معیاری است که نشان می‌دهد آتش‌سوزی‌های جنگلی در یک بوم‌سازگان خاص چقدر رایج هستند. این یا به‌عنوان میانگین فاصله بین آتش‌سوزی در یک مکان معین، یا متوسط فاصله بین آتش‌سوزی در یک منطقه مشخص شده معادل تعریف می‌شود. به‌عنوان انرژی آزاد شده در واحد طول خط آتش (کیلووات بر متر)، شدت آتش‌سوزی می‌تواند به‌صورت تخمین زده شود.
- محصول از
  - نرخ گسترش خطی (متر بر ثانیه)،
  - گرمای کم احتراق (کیلوژول کیلوگرم)،
  - و جرم سوخت احتراق در واحد سطح،
- یا می‌توان آن را از طول شعله تخمین زد.[۱۱]

## واکنش‌های غیر زنده

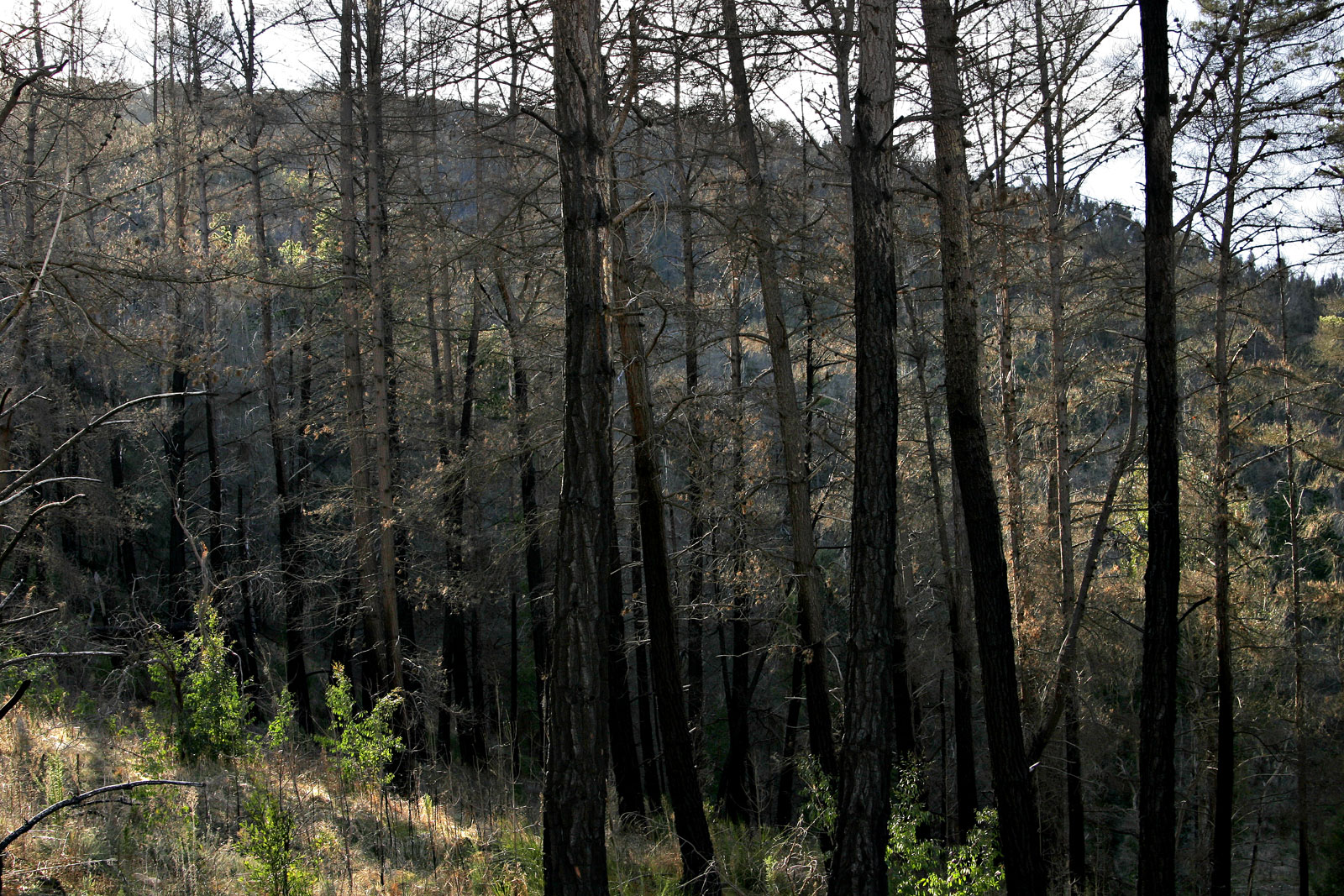
مزارع کاج رادیاتا در آتش‌سوزی‌های کوهستانی ویکتوریای شرقی در استرالیا در سال ۲۰۰۳ سوخت.

آتش‌سوزی می‌تواند خاک را از طریق فرآیندهای گرمایش و احتراق تحت تأثیر قرار دهد. بسته به دمای خاک‌ها، ناشی از فرآیندهای احتراق، اثرات متفاوتی از تبخیر آب در محدوده‌های دمایی پایین‌تر تا احتراق مواد آلی خاک و تشکیل مواد آلی گرمازا، که به نام زغال چوب نیز شناخته می‌شود رخ می‌دهد.
آتش‌سوزی می‌تواند از طریق عملکردهای مختلف، که شامل اکسیداسیون، تبخیر، فرسایش، و شستشو توسط آب می‌شود، تغییراتی در عناصر غذایی خاک ایجاد کند، اما این رویداد معمولاً باید در دمای بالا باشد تا از دست دادن قابل‌توجه مواد غذایی رخ دهد. با این حال، مقدار مواد مغذی موجود در خاک معمولاً به دلیل خاکستری که تولید می‌شود افزایش می‌یابد و این به سرعت در دسترس قرار می‌گیرد، برخلاف آزاد شدن آهسته مواد مغذی در اثر تجزیه. پوسته پوسته شدن سنگ (یا لایه‌برداری حرارتی)، هوازدگی سنگ را تسریع نموده و به‌طور بالقوه آزاد شدن برخی مواد مغذی را موجب می‌شود.
معمولاً به دنبال آتش‌سوزی، افزایش پی‌اچ خاک مشاهده می‌شود که به احتمال زیاد به دلیل تشکیل کربنات کلسیم و تجزیه بعدی این کربنات کلسیم به اکسید کلسیم هنگامی که دما حتی بالاتر می‌رود می‌باشد. همچنین می‌تواند به دلیل افزایش محتوای کاتیونی در خاک به دلیل خاکستر باشد که به‌طور موقت پی‌اچ خاک را افزایش می‌دهد. فعالیت میکروبی در خاک نیز ممکن است به دلیل گرم شدن خاک و افزایش محتوای مواد مغذی در خاک افزایش یابد، اگرچه مطالعات همچنین از بین رفتن کامل میکروب‌ها در لایه بالایی خاک پس از آتش‌سوزی را نشان داده است. به‌طور کلی، خاک‌ها به دلیل سوختن اسید پس از آتش‌سوزی بازی‌تر (پی‌اچ بالاتر) می‌شوند. با انجام واکنش‌های شیمیایی جدید در دماهای بالا، آتش حتی می‌تواند بافت و ساختار خاک را با تأثیر بر محتوای رس و تخلخل خاک تغییر دهد.
حذف پوشش گیاهی به دنبال آتش‌سوزی می‌تواند اثرات متعددی بر خاک داشته باشد، از جمله افزایش دمای خاک در طول روز به دلیل افزایش تابش خورشید در سطح خاک و خنک شدن بیشتر به دلیل از دست دادن گرمای تابشی در شب. برگ‌های کمتر برای جلوگیری از باران نیز باعث می‌شود باران بیشتری به سطح خاک برسد و با جذب آب کمتر توسط گیاهان، مقدار آب در خاک ممکن است افزایش یابد. با این حال، ممکن است دیده شود که خاکستر در صورت خشک شدن می‌تواند دفع کننده آب باشد، و بنابراین محتوای آب و در دسترس بودن ممکن است در واقع افزایش نیابد.

## واکنش‌ها و سازگاری‌های زنده

### گیاهان

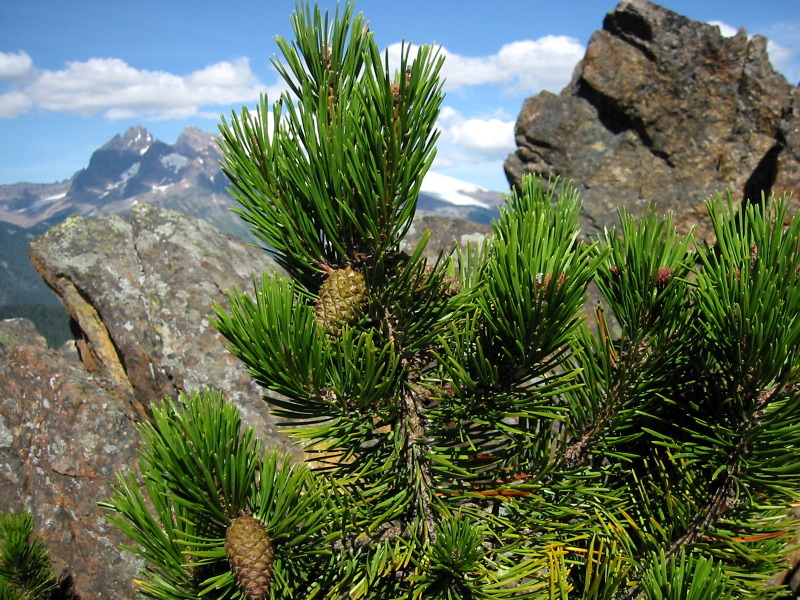
مخروط‌های کاج ساحلی

گیاهان سازگاری‌های زیادی برای مقابله با آتش ایجاد کرده‌اند. از میان این سازگاری‌ها، یکی از شناخته‌شده‌ترین آن‌ها احتمالاً پیریسنت (pyriscence) است، که در آن بلوغ و رها شدن بذرها، به‌طور کامل یا جزئی، توسط آتش یا دود آغاز می‌شود. این رفتار اغلب به اشتباه سروتینی نامیده می‌شود، اگرچه این اصطلاح واقعاً به دسته بسیار گسترده‌تری از انتشار بذر که توسط هر محرکی فعال می‌شود اشاره می‌کند. همه گیاهان پیریسنت، سروتینی هستند، اما همه گیاهان سروتینی، پیریسنت نیستند (بعضی از آنها نکریسنت (necriscent)، هیگریسنت (hygriscent)، زِریسنت (xeriscent) و سولیسنت (soliscent) یا ترکیبی از آنها هستند). از سوی دیگر، جوانه‌زدن بذر فعال شده توسط ماشه را نباید با پیریسنت اشتباه گرفت چون به‌عنوان خواب فیزیولوژیکی شناخته می‌شود.
برای نمونه، در جوامع بیشه‌زارهای کالیفرنیا، برخی از گیاهان دارای برگ‌هایی هستند که با روغن‌های قابل اشتعال پوشیده شده‌اند که آتش‌سوزی شدید را تحریک می‌کنند. این گرما باعث جوانه‌زدن بذرهای فعال در آتش آنها می‌شود (نمونه‌ای از خواب) و گیاهان جوان می‌توانند از عدم رقابت در یک منظره سوخته استفاده کنند. سایر گیاهان دارای بذرهای فعال شده با دود یا جوانه‌های فعال شده با آتش هستند. مخروط‌های کاج ساحلی پیریسنت  هستند: آنها با رزینی مهر و موم شده‌اند که آتش آن را ذوب می‌کند و بذرها را آزاد می‌کند. بسیاری از گونه‌های گیاهی، از جمله درخت سکویای مقاوم به سایه، برای ایجاد شکاف‌هایی در تاج پوشش گیاهی نیاز به آتش دارند که نور را به داخل عبور داده و به نهال‌هایشان اجازه می‌دهد با نهال‌های مقاوم‌تر در برابر سایه‌های گونه‌های دیگر رقابت کنند و به همین ترتیب خود را تثبیت کنند. از آنجا که طبیعت ثابت آنها مانع از هرگونه اجتناب از آتش می‌شود، گونه‌های گیاهی ممکن است نامقاوم در آتش، نیمه‌مقاوم در آتش یا مقاوم در آتش باشند.

#### نامقاوم در آتش

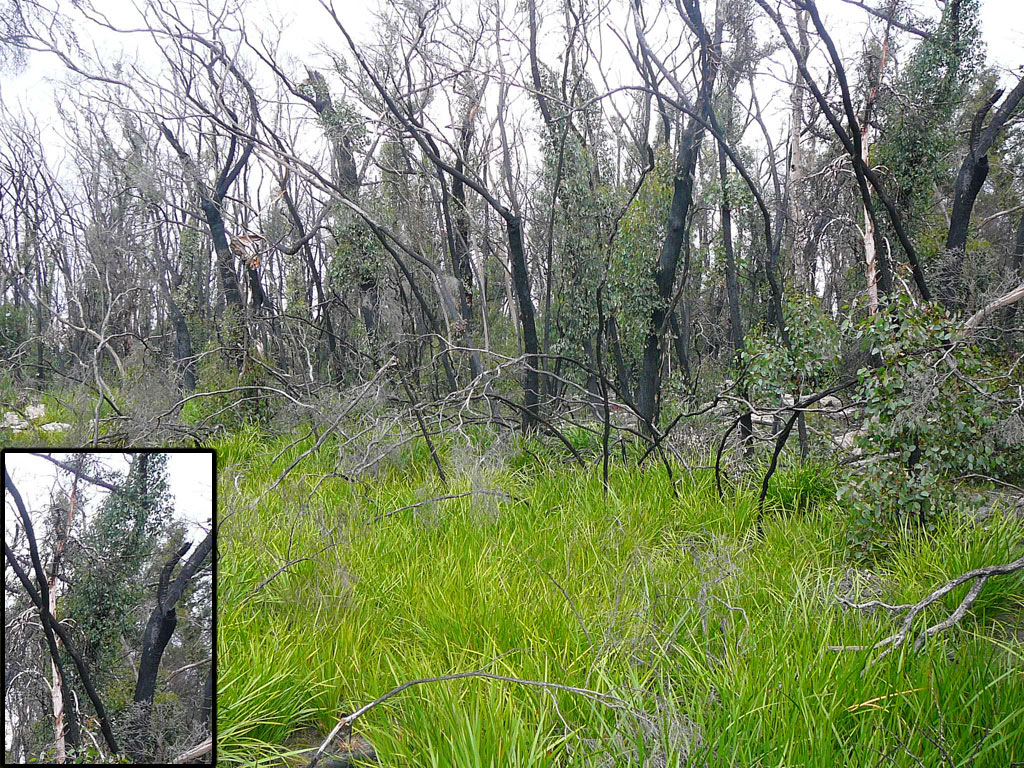
نیمه‌مقاوم در آتش. رشد مجدد معمول پس از آتش‌سوزی در استرالیا.

گونه‌های گیاهی نامقاوم در آتش معمولاً بسیار قابل اشتعال هستند و در اثر آتش‌سوزی کاملاً از بین می‌روند. برخی از این گیاهان و بذرهای آنها ممکن است به سادگی پس از آتش‌سوزی از جامعه محو شوند و دیگر برنگردند. دیگران سازگار شده‌اند تا اطمینان حاصل کنند که فرزندانشان تا نسل بعدی زنده می‌مانند. «بذرهای اجباری» گیاهانی با ذخیره‌های بزرگ بذر فعال در آتش هستند که پس از آتش‌سوزی به‌سرعت جوانه می‌زنند، رشد می‌کنند و به سرعت بالغ می‌شوند تا قبل از آتش‌سوزی بعدی، بانک بذر را تکثیر و تجدید کنند. بذرها ممکن است حاوی پروتئین گیرنده کی‌ای‌آی۲ (KAI2) باشند که توسط هورمون‌های رشد کارریکین (Karrikin) آزاد شده توسط آتش فعال می‌شود.

#### نیمه‌مقاوم در آتش
گونه‌های نیمه‌مقاوم در آتش قادر به تحمل درجه‌ای از سوختن هستند و علیرغم آسیب آتش‌سوزی به رشد خود ادامه می‌دهند. گاهی به این گیاهان بازجوانه‌زن‌ها نیز گفته می‌شود. بوم‌شناسان نشان داده‌اند که برخی از گونه‌های جوانه‌زن انرژی اضافی را در ریشه‌های خود ذخیره می‌کنند تا به بازیابی و رشد مجدد پس از آتش‌سوزی کمک کنند. برای نمونه، پس از آتش‌سوزی در استرالیا، درخت اکالیپتوس خاکستری کوهستان (Eucalyptus cypellocarpa) شروع به تولید توده‌ای از شاخه‌های برگ از پایه درخت تا بالای تنه می‌کند و مانند یک چوب سیاه به نظر می‌رسد که کاملاً با برگ‌های جوان و سبز پوشیده شده است.

#### مقاوم در آتش
گیاهان مقاوم در برابر آتش در طول رژیم آتش به‌طور مشخص آسیب کمی می‌بینند. این درختان شامل درختان بزرگی است که قسمت‌های قابل اشتعال آنها در بالای آتش‌های سطحی قرار دارند. کاج زرد بالغ نمونه‌ای از گونه‌های درختی است که تحت یک رژیم آتش‌سوزی خفیف، عملاً هیچ آسیبی به تاج نمی‌خورد، زیرا شاخه‌های پایین‌تر و آسیب‌پذیر خود را در زمان بلوغ می‌ریزد.

### جانوران، پرندگان و میکروب‌ها

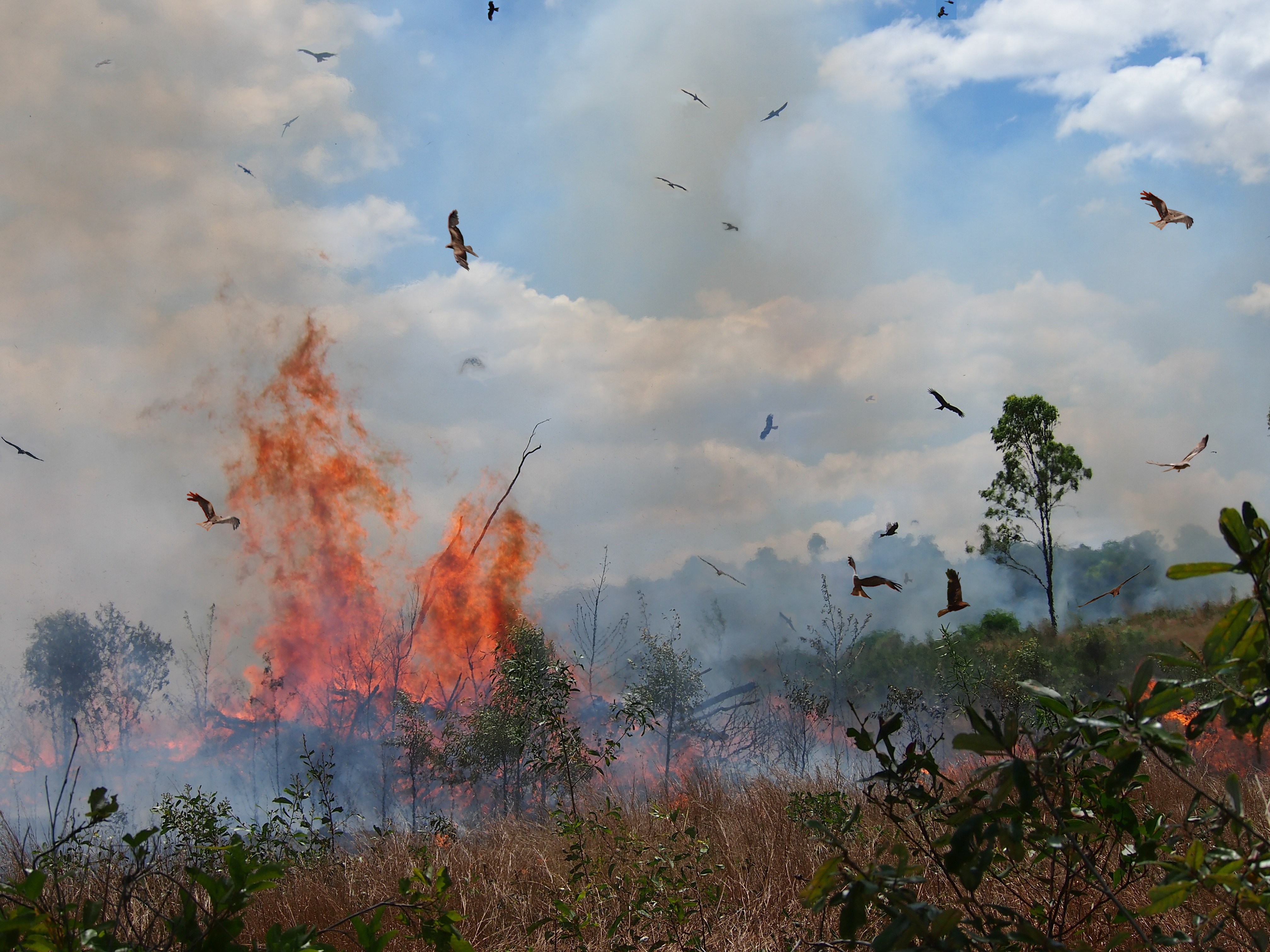
گله مختلط شاهین در حال شکار در داخل و اطراف یک آتش‌سوزی

مانند گیاهان، جانوران نیز طیف وسیعی از توانایی‌ها را برای مقابله با آتش نشان می‌دهند، اما تفاوت آنها با بیشتر گیاهان در این است که برای زنده ماندن باید از آتش واقعی اجتناب کنند. اگرچه پرندگان ممکن است هنگام لانه‌سازی آسیب‌پذیر باشند، اما به‌طور کلی قادر به فرار از آتش هستند. در واقع آنها اغلب از اینکه بتوانند طعمه‌های در حال فرار از آتش را بگیرند و پس از آن سریعاً مناطق سوخته شده را دوباره مستعمره کنند سود می‌برند. در واقع، بسیاری از گونه‌های حیات‌وحش در سطح جهان برای ایجاد و حفظ زیستگاه به آتش‌سوزی‌های مکرر در بوم‌سازگان وابسته به آتش وابسته هستند. برخی شواهد انسان‌شناسی و قومی-پرنده‌شناسی نشان می‌دهند که گونه‌های خاصی از شکارچیان آتش‌گشت ممکن است در انتشار عمدی آتش برای بیرون راندن طعمه شرکت کنند. پستانداران اغلب قادرند از آتش بگریزند یا اگر بتوانند برای پوشش نقب بزنند. دوزیستان و خزندگان ممکن است با نقب‌زدن در زمین یا استفاده از گودال حیوانات دیگر از شعله آتش فرار کنند. به ویژه دوزیستان می‌توانند به آب یا گل بسیار مرطوب پناه ببرند.
برخی از بندپایان نیز در هنگام آتش‌سوزی پناه می‌گیرند، اگرچه گرما و دود ممکن است برخی از آنها را در معرض خطر قرار دهد. موجودات میکروبی در خاک از نظر تحمل گرما متفاوت هستند، اما احتمال بیشتری وجود دارد که بتوانند از آتش‌سوزی جان سالم به در ببرند اگر بیشتر در عمق خاک باشند. شدت آتش کم، عبور سریع شعله‌ها و خاک خشک نیز کمک کننده خواهد بود. افزایش مواد مغذی موجود پس از پایان آتش ممکن است منجر به جوامع میکروبی بزرگتر از قبل از آتش شود. به‌طور کلی تحمل گرمای بیشتر باکتری‌ها نسبت به قارچ‌ها باعث می‌شود که تنوع جمعیت میکروبی خاک پس از آتش‌سوزی بسته به شدت آتش‌سوزی، عمق میکروب‌ها در خاک و وجود پوشش گیاهی تغییر کند. به نظر می‌رسد گونه‌های خاصی از قارچ‌ها مانند سیلیندروکارپون ویرانگرها (Cylindrocarpon destructans) تحت تأثیر آلاینده‌های احتراق که می‌توانند از جمعیت مجدد خاک سوخته توسط سایر میکروارگانیسم‌ها جلوگیری کنند قرار نمی‌گیرند و بنابراین شانس بیشتری برای زنده ماندن در آتش‌سوزی و سپس کلون کردن مجدد و خارج شدن از رقابت با دیگر گونه‌های قارچی دارند.

## آتش و جانشینی زیست‌محیطی
رفتار آتش در هر بوم‌سازگان متفاوت است و موجودات موجود در آن بوم‌سازگان بر این اساس سازگار شده‌اند. یک کلیت گسترده این است که در همه بوم‌سازگان، آتش موزاییکی از تکه‌های زیستگاه مختلف ایجاد می‌کند، با مناطقی که به تازگی سوزانده شده‌اند تا مناطقی که برای چندین سال تحت‌تأثیر آتش قرار نگرفته‌اند. این شکلی از جانشینی بوم‌شناسی است که در آن یک مکان تازه سوخته از طریق مراحل مستمر و جهت‌دار استعمار به دنبال تخریب ناشی از آتش‌سوزی پیش می‌رود. بوم‌شناسان معمولاً جانشینی را از طریق تغییرات در پوشش گیاهی که به‌طور متوالی ایجاد می‌شود مشخص می‌کنند. پس از آتش‌سوزی، اولین گونه‌هایی که مجدداً مستعمره می‌شوند، آنهایی هستند که بذرهایشان از قبل در خاک وجود دارد یا آنهایی که بذرهایشان می‌توانند به سرعت به منطقه سوخته سفر کنند. اینها عموماً گیاهان علفی سریع الرشد هستند که به نور نیاز دارند و سایه را تحمل نمی‌کنند. با گذشت زمان، رشد آهسته‌تر گونه‌های چوبی مقاوم در برابر سایه، برخی از گیاهان علفی را سرکوب می‌کنند.
مخروطیان اغلب گونه‌های متوالی اولیه هستند، در حالی که درختان پهن برگ اغلب در غیاب آتش جایگزین آنها می‌شوند. از این رو، بسیاری از جنگل‌های مخروطی خود وابسته به آتش‌سوزی مکرر هستند. آتش‌سوزی‌های طبیعی و انسانی همه بوم‌سازگان، از تورب‌زارها گرفته تا بوته‌ها تا جنگل‌ها و مناظر گرمسیری را تحت‌تأثیر قرار می‌دهند. این بر نحوه ساختار و عملکرد بوم‌سازگان تأثیر می‌گذارد. اگرچه همیشه آتش‌سوزی‌های جنگلی به‌طور طبیعی وجود داشته‌اند، اما در سال‌های اخیر فراوانی آتش‌سوزی‌ها به سرعت افزایش یافته است. این امر عمدتاً به دلیل کاهش بارندگی، افزایش دما و افزایش اشتعال انسان است.
گونه‌های مختلف گیاهان، حیوانات و میکروب‌ها در بهره‌برداری از مراحل مختلف در این فرایند جانشینی تخصص دارند و با ایجاد انواع مختلف تکه‌ها، آتش به تعداد بیشتری از گونه‌ها در یک منظره اجازه وجود می‌دهد. ویژگی‌های خاک عاملی در تعیین ماهیت خاص یک بوم‌سازگان سازگار با آتش خواهد بود، همان‌طور که آب و هوا و توپوگرافی نیز همین‌طور است. فرکانس‌های مختلف آتش نیز منجر به مسیرهای متوالی متفاوت می‌شود. فواصل کوتاه بین آتش‌سوزی‌ها اغلب گونه‌های درختی را به دلیل زمان مورد نیاز برای بازسازی بانک بذر از بین می‌برد و در نتیجه با گونه‌های بذر سبک‌تر مانند علف‌ها و گیاهان گل‌ده جایگزین می‌شود.

## نمونه‌هایی از آتش‌سوزی در بوم‌سازگان مختلف

### جنگل‌ها
آتش‌سوزی‌های خفیف تا متوسط در سطح زیرین جنگل می‌سوزند و درختان کوچک و پوشش‌های زیرزمینی علفی را از بین می‌برند. آتش‌سوزی‌های شدید تاج درختان را می‌سوزاند و بیشتر پوشش گیاهی غالب را از بین می‌برد. آتش‌سوزی تاج ممکن است برای حفظ آتش در تاج جنگلی به پشتیبانی از سوخت زمینی نیاز داشته باشد (آتش‌سوزی غیرفعال تاج) یا آتش ممکن است مستقل از هر گونه پشتیبانی سوخت زمینی در تاج‌پوش بسوزد (یک آتش‌سوزی فعال تاج). آتش‌سوزی با شدت بالا زیستگاه جنگلی پیچیده اولیه یا جنگل گیر با سطوح بالایی از تنوع زیستی را ایجاد می‌کند. هنگامی که یک جنگل به‌طور مکرر می‌سوزد و در نتیجه رسوبات گیاهی کمتری دارد، دمای خاک زیر زمین فقط اندکی افزایش می‌یابد و برای ریشه‌هایی که در عمق خاک قرار دارند کشنده نخواهد بود. اگرچه سایر خصوصیات جنگل بر تأثیر آتش‌سوزی بر آن تأثیر می‌گذارد، عواملی مانند آب و هوا و عارضه‌نگاری نقش مهمی در تعیین شدت آتش‌سوزی و گستردگی آتش دارند. آتش‌سوزی‌ها در سال‌های خشکسالی بیشترین گسترش را دارند، در دامنه‌های بالایی شدیدتر هستند و تحت تأثیر نوع پوشش گیاهی در حال رشد هستند.

#### جنگل‌های بریتیش کلمبیا
در کانادا، جنگل‌ها حدود ۱۰ درصد از مساحت زمین را پوشش می‌دهند و در عین حال ۷۰ درصد از پرندگان و گونه‌های پستانداران زمینی را در خود جای داده‌اند. رژیم‌های آتش‌سوزی طبیعی در حفظ مجموعه متنوعی از گونه‌های مهره‌داران در دوازده نوع جنگل مختلف در بریتیش کلمبیا مهم هستند. گونه‌های مختلف برای بهره‌برداری از مراحل مختلف جانشینی، رشد مجدد و تغییر زیستگاه که پس از یک دوره سوزاندن رخ می‌دهد، مانند درختان و آوارها سازگار شده‌اند. ویژگی‌های آتش‌سوزی اولیه، مانند اندازه و شدت آن، باعث می‌شود که زیستگاه پس از آن به‌طور متفاوتی تکامل یابد و بر نحوه استفاده گونه‌های مهره‌دار از مناطق سوخته تأثیر بگذارد. تغییر در شدت آتش‌سوزی جنگل در طول زمان برای دوره‌ای از سال ۱۶۰۰ در منطقه‌ای از مرکز بریتیش کلمبیا مورد مطالعه قرار گرفته است و از زمان وضع مقررات با مهار آتش سازگار است.

### بوته‌زارها

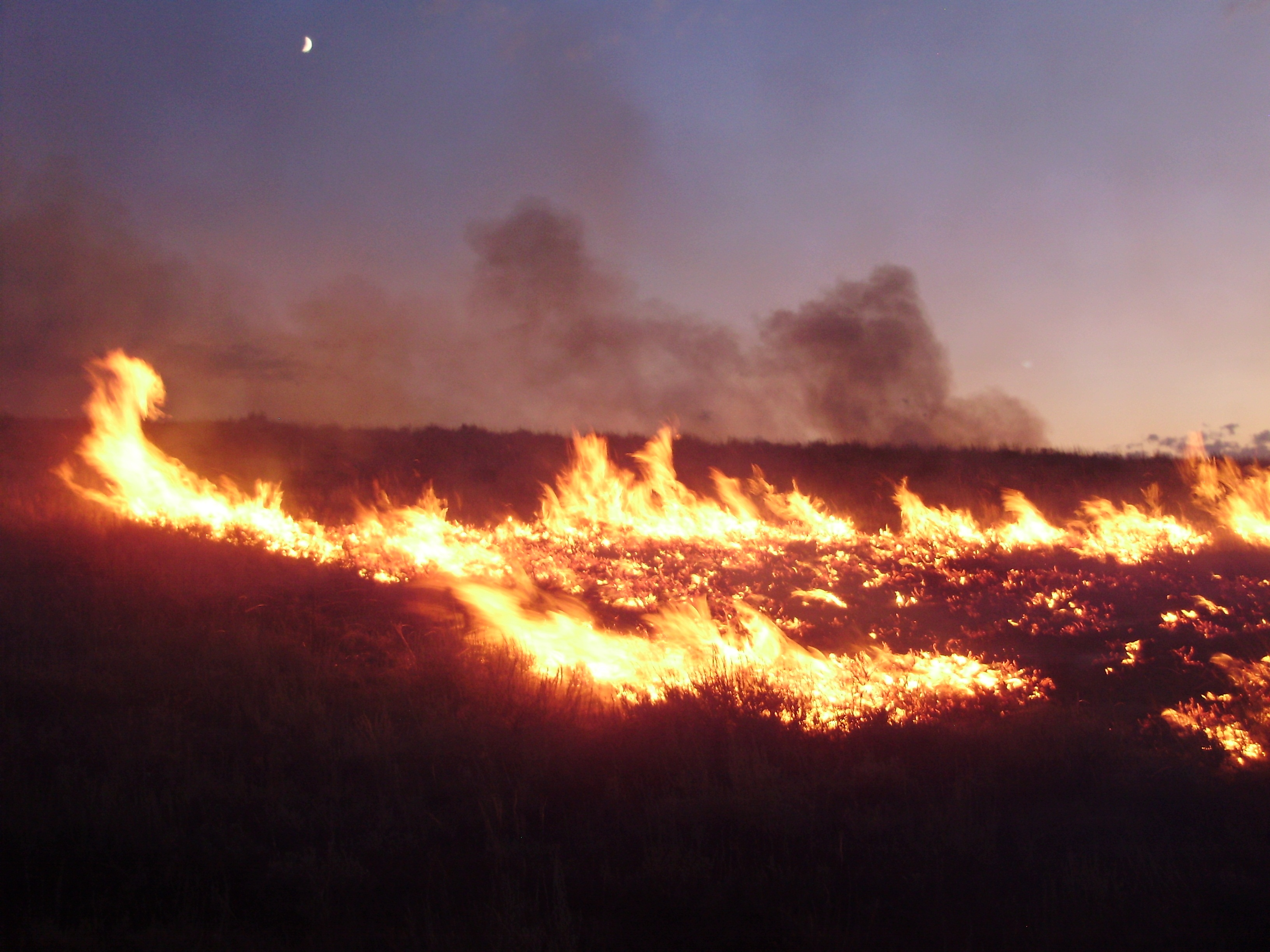
آتش‌سوزی‌های ناشی از رعد و برق در بوته‌زارها و مراتع نوادا اتفاق می‌افتد.

آتش درختچه معمولاً در سایبان متمرکز می‌شوند و اگر درختچه‌ها به اندازه کافی به هم نزدیک باشند، به‌طور مداوم گسترش می‌یابد. بوته‌زارها معمولاً خشک هستند و مستعد انباشته شدن سوخت‌های بسیار فرار به‌ویژه در دامنه تپه‌ها هستند. آتش‌سوزی مسیر کمترین رطوبت و بیشترین مقدار مواد سوختی مرده را دنبال می‌کند. دمای خاک سطحی و زیرزمینی در هنگام سوختگی معمولاً بالاتر از دمای آتش‌سوزی در جنگل است زیرا مراکز احتراق نزدیک به زمین هستند، اگرچه این می‌تواند بسیار متفاوت باشد. گیاهان رایج در بوته‌زار یا بیشه‌زارهای کالیفرنیا عبارتند از: مانزانیتا (Manzanita)، چمیز و درختچه کایوت (Baccharis pilularis).

#### بوته‌زارهای کالیفرنیا
بوته‌زار کالیفرنیا، که معمولاً به عنوان چاپارال شناخته می‌شود، یک جامعه گیاهی گسترده از گونه‌های کم رشد است که معمولاً در مناطق شیب‌دار خشک رشته ساحلی کالیفرنیا یا دامنه‌های غربی سیرا نوادا است. تعدادی از درختچه‌ها و اشکال درختچه‌های درختی رایج در این انجمن وجود دارد، از جمله سالال (Gaultheria shallon)، تویون (Heteromeles)، قهوه‌بری (Frangula californica) و بلوط سمی غربی. باززایی پس از آتش‌سوزی معمولاً عامل اصلی ارتباط این گونه‌ها است.

#### بوته‌زارهای فینبوس آفریقای جنوبی
خوش‌بوته‌زارها در یک کمربند کوچک در سراسر آفریقای جنوبی وجود دارد. گونه‌های گیاهی در این بوم‌سازگان بسیار متنوع هستند، با این حال اکثر این گونه‌ها بذر اجباری هستند، یعنی آتش‌سوزی باعث جوانه‌زدن بذرها می‌شود و به همین دلیل گیاهان چرخه زندگی جدیدی را آغاز می‌کنند. این گیاهان ممکن است به‌عنوان پاسخی به آتش‌سوزی و خاک‌های فقیر از مواد مغذی، به بذرهای اجباری تبدیل شده باشند. از آنجایی که آتش در این بوم‌سازگان رایج است و خاک دارای مواد مغذی محدودی است، برای گیاهان بسیار کارآمد است که بذرهای زیادی تولید کنند و سپس در آتش‌سوزی بعدی بمیرند. سرمایه‌گذاری در ریشه‌ها برای زنده ماندن در آتش‌سوزی بعدی انرژی زیادی می‌طلبد، زمانی که آن ریشه‌ها سود اضافی کمی از خاک فقیر از مواد مغذی استخراج کنند، کارایی کمتری خواهند داشت. ممکن است زمان تولید سریعی که این بذرهای اجباری نشان می‌دهند منجر به تکامل و گونه‌زایی سریعتر در این بوم‌سازگان شده باشد و در نتیجه جامعه گیاهی بسیار متنوع آن را ایجاد می‌کند.

### علف‌زارها
علف‌زارها راحت‌تر از بوم‌سازگان جنگلی و بوته‌ای می‌سوزند، آتش از طریق ساقه و برگ گیاهان علفی حرکت می‌کند و فقط خاک زیرین را حتی در موارد با شدت زیاد گرم می‌کند. در بیشتر بوم‌سازگان مرتعی، آتش روش اصلی تجزیه است که آن را در بازیافت مواد مغذی بسیار مهم می‌کند. در برخی از سیستم‌های علف‌زار، آتش تنها پس از ناپدید شدن گله‌های مهاجر بزرگ‌زیاگان در حال جستجو یا چرا که توسط فشار شکارچیان هدایت می‌شد، به حالت اولیه تجزیه تبدیل شد. در غیاب جوامع عملکردی گله‌های مهاجر بزرگ‌زیاگان گیاه‌خوار و شکارچیان همراه، استفاده بیش از حد از آتش برای حفظ بوم‌سازگان علف‌زار ممکن است منجر به اکسیداسیون بیش از حد، از دست دادن کربن و بیابان‌زایی در اقلیم‌های حساس شود. برخی از بوم‌سازگان مرتعی به آتش واکنش ضعیفی نشان می‌دهند.

#### علف‌زارهای آمریکای شمالی
در آمریکای شمالی علف‌های مهاجم سازگار با آتش مانند علف بام به افزایش فرکانس آتش کمک می‌کند که فشار انتخابی را علیه گونه‌های بومی اعمال می‌کند. این یک نگرانی برای مراتع در غرب ایالات متحده است.
در علف‌زارهای کمتر خشک، آتش‌سوزی‌ها به‌صورت هماهنگ با چرا برای ایجاد یک بوم‌سازگان علف‌زار سالم کار می‌کردند، همان‌طور که با تجمع مواد آلی خاک که به‌طور قابل‌توجهی توسط آتش تغییر می‌کردند مشخص شد. بوم‌سازگان چمن‌زار علف بلند در فلینت هیلز (Flint Hills) در شرق کانزاس و اوکلاهما به استفاده فعلی از آتش در ترکیب با چرا پاسخ مثبت می‌دهد.

#### ساوانای آفریقای جنوبی
در ساوانای آفریقای جنوبی، مناطقی که اخیراً سوزانده شده‌اند رشد جدیدی دارند که علوفه‌ای خوش طعم و مغذی را در مقایسه با علف‌های قدیمی‌تر و سخت‌تر فراهم می‌کند. این علوفه جدید علف‌خواران بزرگی را از مناطقی از علف‌زارهای نسوخته و چرا که به دلیل چرای مداوم کوتاه مانده‌اند، جذب می‌کند. در این «چمن‌زار» نسوخته، تنها گونه‌های گیاهی سازگار با چرای سنگین قادر به ادامه حیات هستند. اما حواس‌پرتی ایجاد شده توسط مناطق تازه سوخته به علف‌های مقاوم در برابر چرا اجازه می‌دهد تا دوباره به چمن‌هایی که به‌طور موقت رها شده‌اند رشد کنند، بنابراین به این گونه‌ها اجازه می‌دهد در آن بوم‌سازگان باقی بمانند.

### ساوانای کاج درازبرگ

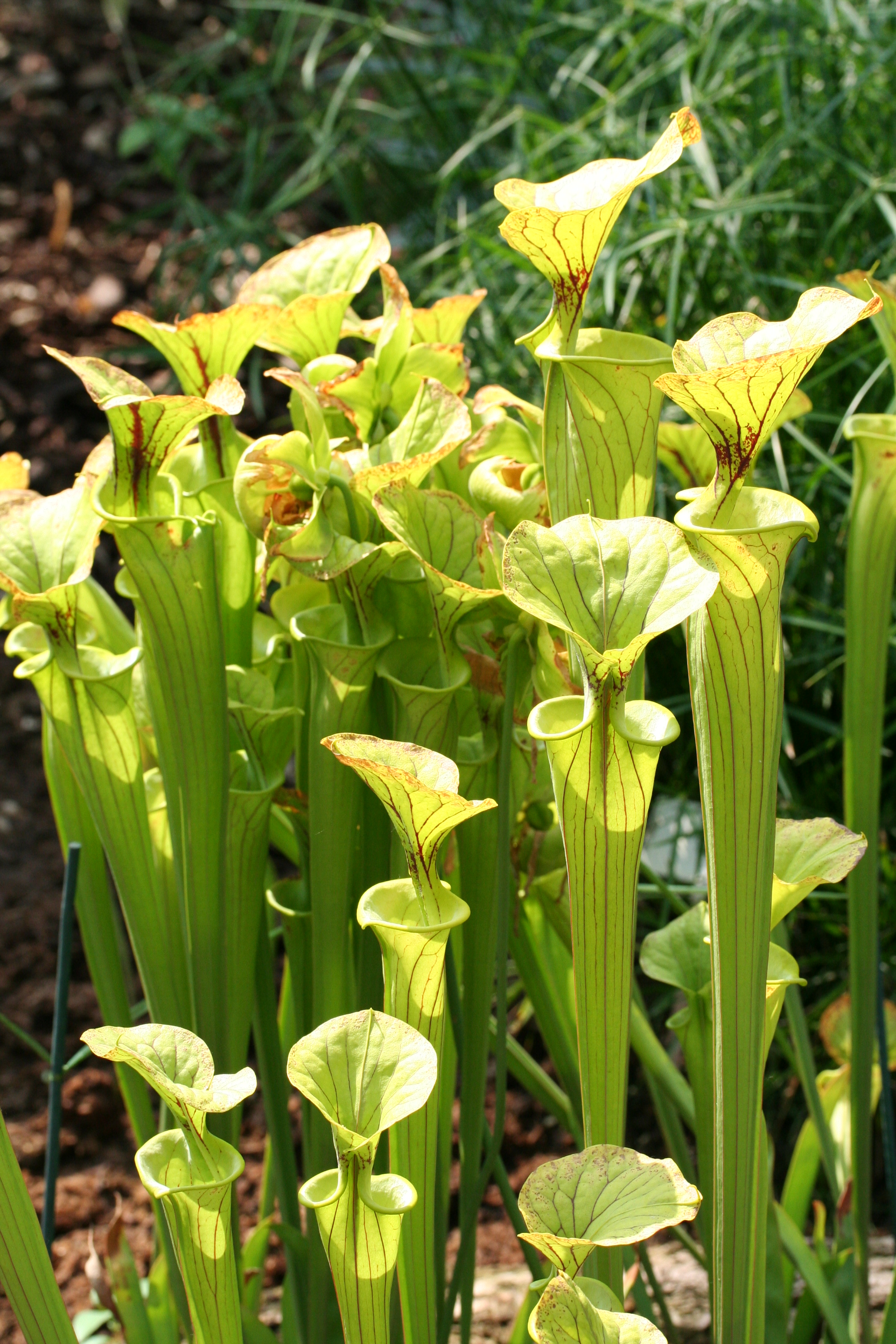
گیاه‌پارچ زرد وابسته به آتش‌سوزی مکرر در ساواناهای دشت ساحلی و جنگل‌های مسطح است.

قسمت اعظم جنوب شرقی ایالات‌متحده زمانی جنگل‌های کاج درازبرگ باز با طبقه زیرین غنی از علف‌ها، حشرات، گیاهان گوشت‌خوار و ارکیده‌ها بود. این بوم‌سازگان بالاترین فراوانی آتش‌سوزی را در بین زیستگاه‌ها داشتند، یک بار در دهه یا کمتر. بدون آتش، درختان جنگلی خزان‌پذیر هجوم می‌آورند و سایه آنها هم کاج و هم زیرزمین را از بین می‌برد. برخی از گیاهان معمولی مرتبط با آتش عبارتند از گیاه‌پارچ زرد و ارکیده پوگونیا (Pogonia ophioglossoides). فراوانی و تنوع این گونه گیاهان ارتباط تنگاتنگی با فرکانس آتش‌سوزی دارد. حیوانات کمیاب مانند لاک‌پشت‌های گوفر (Gopher tortoise) و مارهای نیل (Drymarchon) نیز به این علف‌زارهای باز و جنگل‌های مسطح (Flatwoods) وابسته‌اند. از این رو، احیای آتش برای حفظ ترکیب گونه‌ها و تنوع زیست‌شناسی اولویت دارد.

### آتش‌سوزی در تالاب‌ها
بسیاری از تالاب‌ها نیز تحت تأثیر آتش‌سوزی هستند. این معمولاً در دوره‌های خشکسالی رخ می‌دهد. در مناظر با خاک‌های پوده‌ای، مانند باتلاق‌ها، بستر پوده ممکن است بسوزد و حفره‌هایی باقی بماند که دوباره با آب به‌عنوان حوضچه‌های جدید پر می‌شوند. آتش‌سوزی‌هایی که شدت کمتری دارند، زباله‌های انباشته‌شده را از بین می‌برند و به سایر گیاهان تالابی اجازه می‌دهند تا از بذرهای مدفون شده یا از ریزوم‌ها بازسازی شوند. تالاب‌هایی که تحت‌تأثیر آتش‌سوزی قرار می‌گیرند عبارتند از: مانداب کشندی، چمن‌زارهای مرطوب، باتلاق‌های پوده، دشت‌های سیلابی، باتلاق‌های چمن‌زار و جنگل‌های مسطح. از آنجایی که تالاب‌ها می‌توانند مقادیر زیادی کربن را در پوده ذخیره کنند، فرکانس آتش‌سوزی در تورب‌های شمالی وسیع با فرآیندهای کنترل سطح دی‌اکسیدکربن جو و پدیده گرمایش جهانی مرتبط است. کربن آلی محلول (DOC) در تالاب‌ها فراوان است و نقش مهمی در بوم‌شناسی آنها دارد. در فلوریدا اورگلیدز، بخش قابل توجهی از کربن آلی محلول «زغال چوب محلول» است که نشان می‌دهد آتش می‌تواند نقش مهمی در بوم‌سازگان تالاب ایفا کند.

## فرونشانی آتش
آتش بسیاری از عملکردهای مهم را در بوم‌سازگان سازگار با آتش انجام می‌دهد. آتش نقش مهمی در چرخه مواد مغذی، حفظ تنوع و ساختار زیستگاه ایفا می‌کند. سرکوب آتش می‌تواند منجر به تغییرات پیش‌بینی نشده در بوم‌سازگان شود که اغلب بر گیاهان، حیوانات و انسان‌هایی که به آن زیستگاه وابسته هستند، تأثیر منفی می‌گذارد. آتش‌سوزی‌هایی که به دلیل مهار آتش از رژیم آتش‌سوزی تاریخی منحرف می‌شوند، «آتش‌سوزی‌های بی‌خاصیت» نامیده می‌شوند.

### جوامع چاپارال

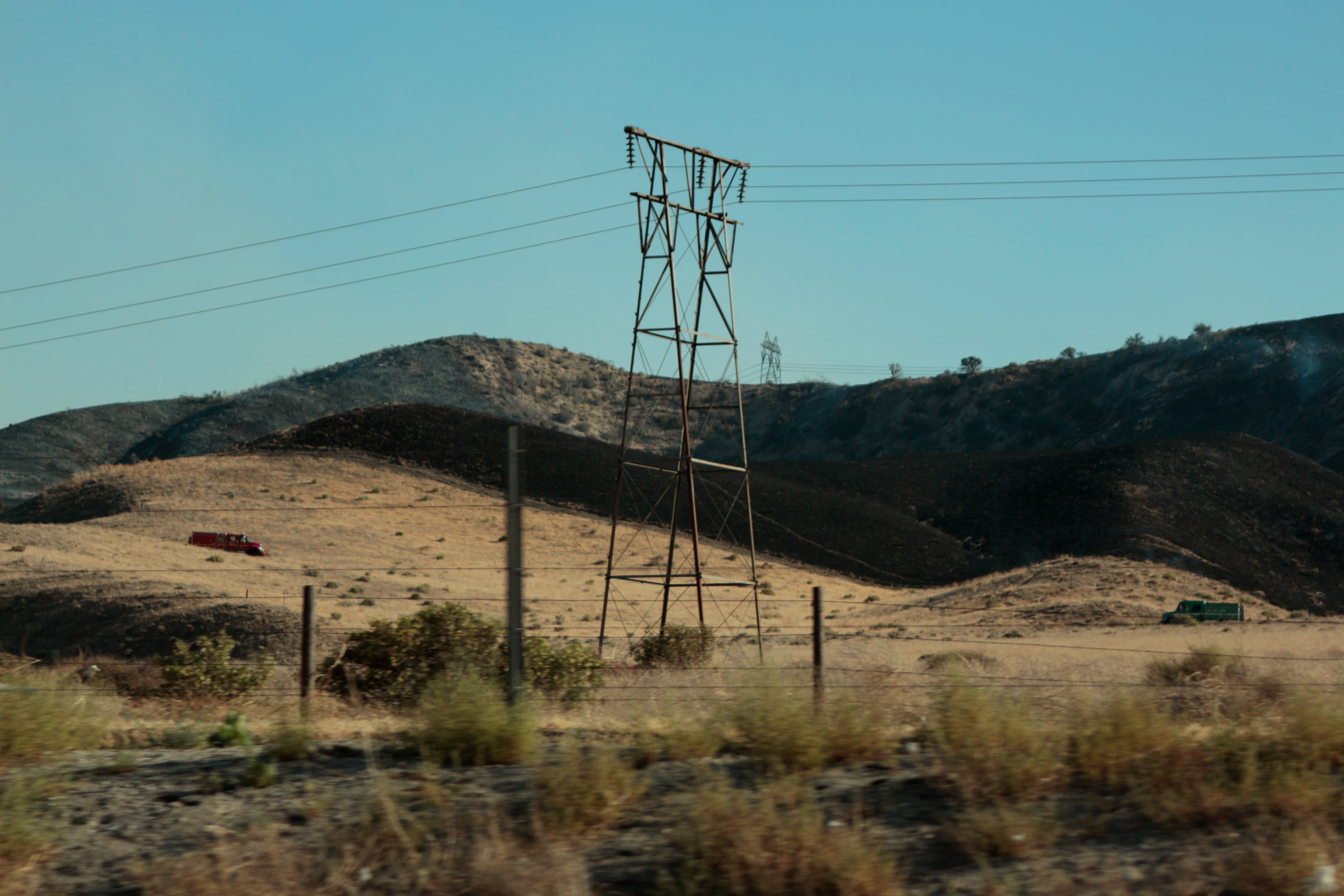
یک ماشین آتش‌نشانی در حال نزدیک شدن به برس در حال دود در آتش‌سوزی تامبل‌وِد (Tumbleweed) در نزدیکی لس‌آنجلس در ژوئیه ۲۰۲۱

در سال ۲۰۰۳، جنوب کالیفرنیا شاهد آتش‌سوزی‌های شدید جنگلی بود. صدها خانه و صدها هزار جریب زمین در آتش سوختند. آب و هوای شدید آتش‌سوزی (رطوبت کم، مخازن رطوبت کم و بادهای شدید) و تجمع مواد گیاهی مرده از هشت سال خشکسالی، منجر به یک نتیجه فاجعه‌بار شد. اگرچه برخی معتقدند که فرونشانی آتش به تجمع غیرطبیعی بارهای سوختی کمک کرده است، تجزیه و تحلیل دقیق داده‌های آتش‌سوزی تاریخی نشان داده است که ممکن است اینطور نبوده باشد. فعالیت‌های فرونشانی آتش نتوانسته بود آتش را از چاپارال کالیفرنیای جنوبی منتفی کند. تحقیقاتی که تفاوت در اندازه و فرکانس آتش‌سوزی را بین کالیفرنیای جنوبی و باجا نشان می‌دهد به این معنی است که آتش‌سوزی‌های بزرگ‌تر در شمال مرز نتیجه مهار آتش است، اما این نظر توسط محققان متعدد به چالش کشیده شده است و دیگر توسط اکثریت بوم‌شناسان آتش پشتیبانی نمی‌شود.
یکی از پیامدهای آتش‌سوزی در سال ۲۰۰۳ افزایش تراکم گونه‌های گیاهی مهاجم و غیربومی است که به سرعت مناطق سوخته شده را مستعمره کرده‌اند، به ویژه آنهایی که قبلاً در ۱۵ سال گذشته سوخته بودند. از آنجا که درختچه‌ها در این جوامع با رژیم آتش‌سوزی تاریخی خاصی سازگار شده‌اند، رژیم‌های آتش‌سوزی تغییریافته ممکن است فشار فرگشتی روی گیاهان را تغییر دهد و گونه‌های مهاجم و غیربومی را که بهتر می‌توانند از شرایط جدید پس از آتش‌سوزی بهره‌برداری کنند ترجیح دهد.

### تأثیرات ماهیان
جنگل ملی بویز (Boise National Forest) یک جنگل ملی ایالات متحده است که در شمال و شرق شهر بویز، آیداهو واقع شده است. پس از چندین آتش‌سوزی بزرگ غیرمشخصه، بلافاصله تأثیر منفی بر جمعیت ماهی مشاهده شد که خطر خاصی را برای جمعیت‌های کوچک و جدا شده ماهی ایجاد کرد. با این حال، در دراز مدت، به نظر می‌رسد آتش با ایجاد تغییرات هیدرولیکی که سیل را افزایش می‌دهد و منجر به حذف گل و لای و رسوب از بستر زیستگاه مطلوب می‌شود، زیستگاه‌های ماهی را جوان می‌کند. این منجر به جمعیت‌های بزرگ‌تر ماهی‌ها پس از آتش‌سوزی می‌شود که می‌توانند این مناطق بهبود یافته را مجدداً مستعمره کنند. اما اگرچه آتش به‌طور کلی برای جمعیت ماهی در این بوم‌سازگان مطلوب به نظر می‌رسد، اما اثرات شدیدتر آتش‌سوزی‌های غیرمشخص، در ترکیب با تکه‌تکه شدن جمعیت‌ها توسط موانع انسانی برای پراکندگی مانند سرریزها و سدها، تهدیدی برای جمعیت ماهی‌ها خواهد بود.

## آتش به‌عنوان یک ابزار مدیریتی

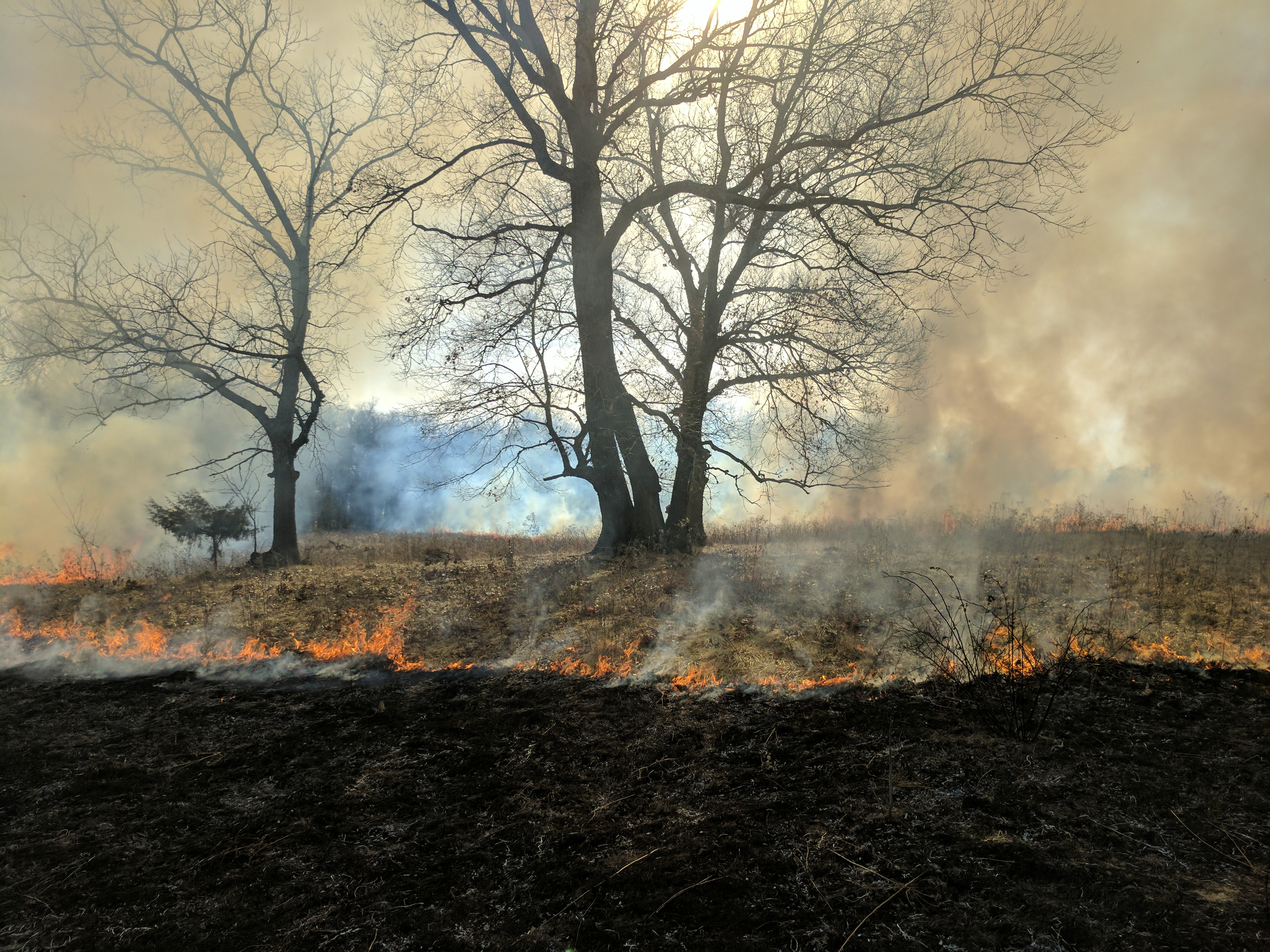
آتش‌افروزی مدیریت شده در ساوانای بلوط در آیووا

بوم‌شناسی بازسازی نامی است که به تلاش برای معکوس کردن یا کاهش برخی از تغییراتی که انسان در یک بوم‌سازگان ایجاد کرده است داده می‌شود. سوزاندن کنترل شده یکی از ابزارهایی است که در حال حاضر به‌عنوان وسیله‌ای برای ترمیم و مدیریت مورد توجه قرار گرفته است. استفاده از آتش در یک بوم‌سازگان ممکن است برای گونه‌هایی که تحت تأثیر منفی آتش‌سوزی قرار گرفته‌اند، زیستگاه ایجاد کند، یا آتش ممکن است به‌عنوان راهی برای کنترل گونه‌های مهاجم بدون توسل به علف‌کش‌ها یا آفت‌کش‌ها استفاده شود. با این حال، این بحث وجود دارد که مدیران دولتی باید چه هدفی برای بازگرداندن بوم‌سازگان خود داشته باشند، به‌ویژه در مورد اینکه آیا «طبیعی» به معنای ماقبل بشری است یا ماقبل اروپایی. استفاده بومیان آمریکا از آتش (Native American use of fire)، نه آتش‌های طبیعی، از نظر تاریخی تنوع دشت‌های آمریکای شمالی (savannas of North America) را حفظ کرده است. اینکه چه زمانی، چگونه و کجا مدیران باید از آتش به‌عنوان ابزار مدیریتی استفاده کنند، موضوع بحث است.

### چمن‌زار علف‌کوتاه دشت بزرگ
ترکیبی از چرای دام سنگین و مهار آتش به شدت ساختار، ترکیب و تنوع بوم‌سازگان چمن‌زار علف‌کوتاه در دشت‌های بزرگ را تغییر داده است و به گونه‌های چوبی اجازه می‌دهد تا بر بسیاری از مناطق تسلط داشته باشند و گونه‌های مهاجم نامقاوم به آتش را ترویج دهند. در بوم‌سازگان نیمه‌خشک که تجزیه مواد چوبی به کندی انجام می‌شود، آتش برای بازگرداندن مواد مغذی به خاک و اجازه دادن به علف‌زارها برای حفظ بهره‌وری بالا بسیار مهم است.
اگرچه آتش‌سوزی می‌تواند در طول فصول رشد یا خواب رخ دهد، اما آتش‌سوزی مدیریت شده در طول فصل خواب در افزایش پوشش علف و گیاه گل‌ده، تنوع زیستی و جذب مواد مغذی گیاه در چمن‌زارهای علف‌کوتاه مؤثرتر است. با این حال، مدیران باید نحوه واکنش گونه‌های مهاجم و غیربومی به آتش‌سوزی را نیز در نظر بگیرند تا بخواهند یکپارچگی یک بوم‌سازگان بومی را احیا کنند. برای نمونه، آتش فقط می‌تواند علف‌هرز نوک‌خالدار مهاجم (Centaurea maculosa) را در چمن‌زار علف‌بلند میشیگان در تابستان کنترل کند، زیرا این زمان در چرخه زندگی نوک‌خالدار است که برای رشد تولیدمثلی آن بسیار مهم است.

### جنگل‌های مخروطی مختلط در سیرا نوادای ایالات متحده
جنگل‌های مخروطی مختلط در سیرا نوادا ایالات متحده، بسته به آب و هوای محلی، فواصل بازگشت آتش را داشتند که از ۵ سال تا ۳۰۰ سال متغیر بود. ارتفاعات پایین‌تر فواصل بازگشت آتش‌سوزی بیشتر داشتند، در حالی که ارتفاعات بالاتر و مرطوب‌تر فواصل بسیار طولانی‌تری بین آتش‌سوزی‌ها داشتند. بومیان آمریکا در طول پاییز و زمستان تمایل به آتش‌زدن داشتند و زمین در ارتفاعات بالاتر عموماً توسط بومیان آمریکا در طول تابستان اشغال می‌شد.

### جنگل‌های شمالی فنلاند
کاهش سطح زیستگاه و کیفیت باعث شده است که بسیاری از جمعیت گونه‌ها در لیست قرمز اتحادیه بین‌المللی حفاظت از طبیعت قرار گیرند. با توجه به مطالعه‌ای در مورد مدیریت جنگل‌های شمالی فنلاند، بهبود کیفیت زیستگاه مناطق خارج از ذخایر می‌تواند به تلاش‌های حفاظت از سوسک‌های وابسته به چوب مرده در خطر انقراض کمک کند. این سوسک‌ها و انواع مختلف قارچ‌ها هر دو برای زنده ماندن به درختان مرده نیاز دارند. جنگل‌های قدیمی می‌توانند این زیستگاه خاص را فراهم کنند. با این حال، بیشتر مناطق جنگلی شمالی فنواسکاندیا برای چوب استفاده می‌شود و بنابراین محافظت نشده است. استفاده از سوزاندن کنترل شده و حفظ درخت در یک منطقه جنگلی با چوب خشک و تأثیر آن بر سوسک‌های در حال انقراض مورد بررسی قرار گرفت. این مطالعه نشان داد که پس از سال اول مدیریت، تعداد گونه‌ها نسبت به تیمار قبل از آتش‌سوزی از نظر فراوانی و غنای افزایش یافت. فراوانی سوسک‌ها در سال بعد در مکان‌هایی که ماندگاری درختان زیاد بود و چوب‌های مرده فراوان بود ادامه یافت. همبستگی بین مدیریت آتش‌سوزی جنگل‌ها و افزایش جمعیت سوسک‌ها کلیدی برای حفظ این گونه‌های در لیست قرمز است.

### جنگل‌های اکالیپتوس استرالیا
بیشتر جنگل‌های رشد قدیمی اکالیپتوس در استرالیا برای حفاظت تعیین شده است. مدیریت این جنگل‌ها مهم است زیرا گونه‌هایی مانند اکالیپتوس بزرگ (Eucalyptus grandis) برای زنده ماندن به آتش متکی هستند. تعداد کمی از گونه‌های اکالیپتوس وجود دارند که غده چوبی ندارند، ساختار متورم ریشه که حاوی جوانه‌هایی است که در آن شاخه‌های جدید می‌توانند جوانه بزنند. در هنگام آتش‌سوزی، غده چوبی در استقرار مجدد گیاه مفید است. از آنجا که برخی از اکالیپتوس‌ها این مکانیسم خاص را ندارند، مدیریت آتش‌سوزی جنگل‌ها می‌تواند با ایجاد خاک غنی، کشتن رقبا و اجازه دادن به بذرها مفید باشد.

## سیاست‌های مدیریت

### ایالات متحده
خط مشی آتش‌سوزی در ایالات متحده شامل دولت فدرال، دولت‌های ایالتی، دولت‌های قبیله‌ای، گروه‌های ذینفع و عموم مردم می‌شود. چشم‌انداز جدید فدرال در مورد سیاست آتش‌سوزی به موازات پیشرفت در بوم‌شناسی است و به سمت این دیدگاه حرکت می‌کند که بسیاری از بوم‌سازگان برای تنوع خود و حفظ صحیح فرآیندهای طبیعی خود به اختلال وابسته هستند. اگرچه ایمنی انسان همچنان اولویت شماره یک در مدیریت آتش‌سوزی است، اهداف جدید دولت ایالات متحده شامل نگاه بلندمدت به بوم‌سازگان است. جدیدترین خط مشی به مدیران اجازه می‌دهد تا ارزش‌های نسبی دارایی و منابع خصوصی را در موقعیت‌های خاص بسنجند و اولویت‌های خود را بر اساس آن تعیین کنند.

یکی از اهداف اولیه در مدیریت آتش، بهبود آموزش عمومی به منظور سرکوب ذهنیت فرونشانی آتش «اسموکی خرسه» و آشنایی عموم مردم با فواید آتش‌سوزی طبیعی معمولی است.